# Erezée
Erezée é um município da Bélgica localizado no distrito de Marche-en-Famenne, província de Luxemburgo, região da Valônia.